# 吳崇禮
吳崇禮（1552年—1626年），字彬卿，又字體嚴，號節庵，山東兗州府寧陽縣人，軍籍，明朝政治人物，萬曆丙戌進士。

## 生平
吳崇禮家在寧陽縣城西街吳家巷（今寧陽縣城西街西南巷）。其貌不揚，然少穎悟。萬曆七年（1579年）己卯科山東乡试第三十二名举人，萬曆十四年（1586年）登丙戌科会试二百四十名，三甲第一百二十四名進士。通政司观政，授山西蒲城縣知縣，十五年調臨晉縣。二十年十月升福建道監察御史，二十二年巡按江北淮扬兼巡两淮盐政。二十三年凤阳淮安等处四十五州县大水，上报赈灾。二十四年二月巡按陕西，三十一年改巡按浙江，三十三年九月奉敕巡视两关，三十五年七月升大理寺添注右寺丞，三十九年八月升右少卿。萬曆四十年（1612年）二月，升都察院右僉都御史，整飭薊州邊備，巡撫順天地方。四十二年九月升兵部右侍郎、兼都察院右佥都御史、总督宣大山西等处地方军务兼理粮饷，六年考满，四十六年闰四月升右都御史，仍兼兵部右侍郎、总督如故，五月带管宣府巡抚，四十七年秋丁忧去职。
天啓五年（1625年），累遷至兵部尚書。因與魏忠賢黨不和，改南京刑部尚書。天啓六年（1626年）卒。

## 著作
吴崇礼著述颇丰，多因兵火散佚，仅存《三边总图》、《抚蓟奏略》等若干卷。

## 墓葬
吴崇礼墓位于宁阳县城北茅庄乡吴家林。其墓园占地70余亩，原有围墙、大门、牌坊、石碑、石象生及古柏700余株。1958年，石雕全部被毁。文革时期，柏树被伐，墓遭盗掘。其遗体完好，衣冠如新，随葬品多件。现仅存空冢。

## 家族
曾祖父吳仲純，生員；祖父吳道東，鄉賓；父親吳鳴時，壽官。母王氏；繼母崔氏。具庆下。兄崇謙。弟崇義、崇美（生员）、崇功、崇光、崇元、崇保、崇大。